# Charles Johnson
Charles Johnson (Corpus Christi, Texas, 31 de marzo de 1949-Oakland, California, 1 de junio de 2007) fue un jugador de baloncesto estadounidense que disputó siete temporadas en la NBA. Con 1,83 metros de estatura, jugaba en la posición de base.

## Trayectoria deportiva

### Universidad
Jugó durante cuatro temporadas con los Golden Bears de la Universidad de California, Berkeley, logrando en 1971 el premio Frances Pomeroy Naismith Award al mejor jugador universitario de estatura hasta 1,83 metros.

### Profesional
Fue elegido en la nonagésimo tercera posición del Draft de la NBA de 1971 por Golden State Warriors, aunque no fichó por el equipo hasta un año después, donde jugaría cinco temporadas y media. En la temporada 1974-75, actuando como titular, consiguió su primer anillo de campeón de la NBA tras derrotar en las Finales a los Washington Bullets, promediando en los playoffs 12,5 puntos y 3,5 rebotes por partido.
Mediada la temporada 1977-78 fue despedido por los Warriors, fichando poco después por Washington Bullets, para cubrir la baja por lesión de Phil Chenier. Y acabó convirtiéndose en pieza fundamental del equipo, que esa temporada acabaría proclamándose campeón de la NBA, anotando 80 puntos en los últimos cuatro partidos de las Finales, incluidos 19 puntos en el séptimo y definitivo partido.
Jugó una temporada más con los Bullets, antes de retirarse definitivamente.

## Estadísticas de su carrera en la NBA

### Temporada regular
| Temporada | Edad | Equipo                | Liga | P   | TIT | MIN  | TC  | TCA  | %TC  | 3P | 3PA | %3P | TL  | TLA | %TL  | R.OF. | R.DEF. | REB | ASIS | ROB | TAP | PER | FP  | PTS  |
| 1972-73   | 23   | Golden State Warriors | NBA  | 70  |     | 12.7 | 2.4 | 5.7  | .428 |    |     |     | 0.5 | 0.7 | .717 |       |        | 1.9 | 1.7  |     |     |     | 1.5 | 5.4  |
| 1973-74   | 24   | Golden State Warriors | NBA  | 59  |     | 17.8 | 3.3 | 7.9  | .415 |    |     |     | 0.6 | 0.9 | .691 | 0.8   | 2.1    | 3.0 | 1.7  | 1.1 | 0.1 |     | 1.9 | 7.2  |
| 1974-75   | 25   | Golden State Warriors | NBA  | 79  |     | 27.5 | 5.0 | 12.1 | .412 |    |     |     | 0.9 | 1.3 | .735 | 1.7   | 2.2    | 3.9 | 2.9  | 1.7 | 0.1 |     | 2.6 | 10.9 |
| 1975-76   | 26   | Golden State Warriors | NBA  | 81  |     | 19.1 | 4.2 | 9.0  | .467 |    |     |     | 0.7 | 1.0 | .759 | 1.0   | 1.5    | 2.5 | 1.5  | 1.2 | 0.1 |     | 2.2 | 9.2  |
| 1976-77   | 27   | Golden State Warriors | NBA  | 79  |     | 15.1 | 3.2 | 7.4  | .437 |    |     |     | 0.6 | 0.9 | .710 | 0.6   | 1.2    | 1.8 | 1.2  | 1.0 | 0.1 |     | 1.7 | 7.1  |
| 1977-78   | 28   | TOTAL                 | NBA  | 71  |     | 18.3 | 3.3 | 8.2  | .408 |    |     |     | 0.7 | 0.9 | .803 | 0.6   | 1.6    | 2.2 | 1.8  | 0.9 | 0.1 | 1.0 | 1.8 | 7.4  |
| 1977-78   | 28   | Golden State Warriors | NBA  | 32  |     | 15.4 | 3.0 | 7.3  | .409 |    |     |     | 0.2 | 0.3 | .700 | 0.7   | 1.2    | 1.9 | 1.5  | 1.0 | 0.1 | 0.7 | 1.7 | 6.2  |
| 1977-78   | 28   | Washington Bullets    | NBA  | 39  |     | 20.7 | 3.6 | 8.9  | .408 |    |     |     | 1.1 | 1.3 | .824 | 0.5   | 1.9    | 2.4 | 2.1  | 0.8 | 0.0 | 1.3 | 1.9 | 8.3  |
| 1978-79   | 29   | Washington Bullets    | NBA  | 82  |     | 22.2 | 4.2 | 9.6  | .435 |    |     |     | 0.8 | 1.0 | .848 | 0.9   | 1.6    | 2.5 | 2.2  | 1.2 | 0.1 | 1.1 | 2.0 | 9.2  |
| Total     |      |                       | NBA  | 521 |     | 19.1 | 3.7 | 8.7  | .429 |    |     |     | 0.7 | 0.9 | .756 | 0.9   | 1.7    | 2.5 | 1.9  | 1.2 | 0.1 | 1.0 | 2.0 | 8.1  |

### Playoffs
| Temporada | Edad | Equipo                | Liga | P  | MIN  | TCA | TC  | 3PA | 3P | TLA | TL  | R.OF. | REB | ASIS | ROB | TAP | PER | FP  | PTS | %TC  | %3P | %FT  | MIN  | PTS  | REB | AST |
| 1972-73   | 23   | Golden State Warriors | NBA  | 6  | 70   | 10  | 26  |     |    | 3   | 6   |       | 10  | 11   |     |     |     | 4   | 23  | .385 |     | .500 | 11.7 | 3.8  | 1.7 | 1.8 |
| 1974-75   | 25   | Golden State Warriors | NBA  | 17 | 508  | 97  | 231 |     |    | 18  | 24  | 19    | 60  | 35   | 25  | 6   |     | 54  | 212 | .420 |     | .750 | 29.9 | 12.5 | 3.5 | 2.1 |
| 1975-76   | 26   | Golden State Warriors | NBA  | 13 | 284  | 52  | 127 |     |    | 16  | 19  | 14    | 35  | 20   | 22  | 0   |     | 39  | 120 | .409 |     | .842 | 21.8 | 9.2  | 2.7 | 1.5 |
| 1976-77   | 27   | Golden State Warriors | NBA  | 10 | 161  | 29  | 74  |     |    | 7   | 8   | 5     | 15  | 7    | 8   | 1   |     | 16  | 65  | .392 |     | .875 | 16.1 | 6.5  | 1.5 | 0.7 |
| 1977-78   | 28   | Washington Bullets    | NBA  | 21 | 425  | 93  | 229 |     |    | 29  | 37  | 20    | 53  | 48   | 30  | 0   | 26  | 51  | 215 | .406 |     | .784 | 20.2 | 10.2 | 2.5 | 2.3 |
| 1978-79   | 29   | Washington Bullets    | NBA  | 18 | 275  | 40  | 119 |     |    | 7   | 13  | 13    | 34  | 21   | 3   | 3   | 11  | 37  | 87  | .336 |     | .538 | 15.3 | 4.8  | 1.9 | 1.2 |
| Total     |      |                       | NBA  | 85 | 1723 | 321 | 806 |     |    | 80  | 107 | 71    | 207 | 142  | 88  | 10  | 37  | 201 | 722 | .398 |     | .748 | 20.3 | 8.5  | 2.4 | 1.7 |

## Fallecimiento
Johnson falleció en 2007 en Oakland, California, tras una larga batalla contra el cáncer.